# Bohuslav Řehák
Bohuslav Řehák – Sláva (17. března 1895 Jičín – 26. prosince 1967 Praha) byl učitel, zemský školní inspektor, dlouholetý skautský činovník, jeden z nejbližších spolupracovníků A. B. Svojsíka, před druhou světovou válkou náčelník Junáka.

## Život
Narodil se v roce 1895 do rodiny cestmistra v Jičíně. Měl o rok mladší sestru Marii.
Se skautingem se seznámil v roce 1912 na přednášce, kterou v Jičíně pořádal A. B. Svojsík. Ještě při studiích na jičínském gymnáziu založil skautskou družinu a stal se jejím rádcem.
V Praze studoval učitelství přírodopisu a zeměpisu. V roce 1915 byl odveden do první světové války, kde strávil 28 měsíců v poli. Po skončení války v roce 1920 dostudoval a vrátil se do Jičína jako učitel a vedoucí jednoho z prvních mimopražských skautských oddílů.
Od roku 1922 byl místonáčelníkem Svazu skautů. Vedl Tábory slovanských skautů (předchůdce Středoevropských jamboree) pořádané v Praze roku 1931 a výpravy na světové jamboree 1933 v Maďarsku a II. slovanské jamboree 1935 v Polsku. V roce 1937 založil a vedl II. českou lesní školu a působil na mnoha skautských vzdělávacích akcích. V roce 1931 byl vyznamenán nejvyšším skautským vyznamenáním, Řádem stříbrného vlka. Na konci třicátých let se jako vedoucí Švehlových junáků snažil o rozšíření skautingu na venkově, členem agrární strany se však nikdy nestal.
V prosinci 1924 se oženil s Růženou Šmídovou, s níž měl syny Jiřího (* 1926) a Vratislava (* 1927). Oba synové se později stali významnými skautskými činovníky; Růžena byla v letech 1968–1970 členkou Ústřední rady Junáka. Synem Jiřího a vnukem Bohuslava je Tomáš – Špalek (* 1964), ředitel Městské knihovny v Praze a skautský činovník a instruktor.
Na ustavujícím sněmu Junáka v lednu 1939 byl zvolen jeho náčelníkem, po rezignaci Václava Vlčka pak byl jmenován i velitelem (starostou).
1. září 1939 byl zatčen gestapem a deportován do koncentračního tábora Buchenwald, kde strávil celou válku; vrátil se s podlomeným zdravím a na II. sněmu v roce 1946 tak už své funkce neobhajoval; byl následně zvolen čestným velitelem. Jeho funkci po dobu nepřítomnosti vykonával místonáčelník Rudolf Plajner, který se také stal jeho nástupcem v roli náčelníka; funkci starosty v roce 1946 převzal Velen Fanderlik.
V roce 1945 se stal zemským školním inspektorem pro střední školy pro obor přírodopis – zeměpis. Po zrušení zemského uspořádání působil jako odborný asistent v oboru geologie a biologie na pedagogické fakultě v Českých Budějovicích a později v Praze.
Jeho pohřeb 3. ledna 1968 ve strašnickém krematoriu se stal výraznou manifestací skautů v nastupujícím pražském jaru; poprvé od rozehnání Junáka komunisty v roce 1948 tu za účasti stovek lidí, některých ve skautských krojích, zněla veřejně skautská hymna a večerka. Pochován je v rodinném hrobě na hřbitově v Jičíně.

## Dílo
- Na obranu českého skautingu (20. léta 20. stol.)
- Skauting a škola (1930)
- Přírodopisné praktikum (1931)
- Skautský vůdce (1934, společně s Velenem Fanderlikem)
- Botanika pro vyšší třídy středních škol a učitelské ústavy (1935)
- Jak šel životem zakladatel čsl. junáctva A. B. Svojsík (Svojsíkův životopis, 1946)
- Úvod do didaktiky biologie na střední škole (1948)
- Vyučování biologii na základní devítileté škole a na střední všeobecně vzdělávací škole. Příspěvek k didaktice biologie. (1963)
- Vycházky do přírody (učebnice přírodopisu, 1968)